# 大眼黑姑魚
大眼黑姑魚為輻鰭魚綱鱸形目鱸亞目石首魚科的其中一種，分布於西印度洋區巴基斯坦信德省及印度孟買海域，體長可達21.6公分，棲息在沿海。